# Космическое агентство Великобритании
Космическое агентство Великобритании (англ. UK Space Agency; UKSA) — государственная космическая служба Великобритании, основанная 1 апреля 2010 года в городе Суиндон. Впервые была представлена в конференц-центре «Королева Елизавета II» 23 марта 2010 политиками Питером Мандельсоном, Полом Дрэйсоном и космонавтом британского происхождения Тимоти Пиком.
На момент создания космическая промышленность Великобритании оценивалась в 7 млрд £ и предоставляла 60 000 рабочих мест. В 20-летний план UKSA входит увеличение объёма до 40 млрд £ и 100 000 рабочих мест, а также увеличение доли в мировой промышленности с 6 до 10 %.
UKSA переняла все обязанности, персонал и активы Британского национального космического центра.